# Noche de los Tanques
La Noche de los Tanques, también conocido como el Tanquetazo fue un episodio militar ocurrido en Venezuela el 26 de octubre de 1988, durante el Gobierno de Jaime Lusinchi, mientras se encontraba fuera del país y poco antes de las elecciones generales en el país, cuando una columna de 26 vehículos blindados Dragón (V-100) fueron movilizados desde Fuerte Tiuna hacia la zona del Palacio de Miraflores en el centro de Caracas, sin razón aparente.
El mayor del ejército que ordenó la movilización, Soler Zambrano, alegó que seguía órdenes de superiores con el objetivo de resguardar la seguridad del presidente encargado, Simón Alberto Consalvi, pero informes de inteligencia posteriores señalaron que la movilización consistió en un golpe de Estado frustrado.

## Sucesos
El 26 de octubre de 1988, cuando el presidente Jaime Lusinchi se encontraba en el exterior, en una misión oficial en Uruguay, y el ministro de relaciones interiores, Simón Alberto Consalvi, era el encargado de la presidencia, el mayor del ejército José Domingo Soler Zambrano movilizó una columna 26 vehículos blindados Dragón (V-100) del Batallón Ayala a las 7 de la noche, desde Fuerte Tiuna hacia la zona del Palacio de Miraflores en el centro de Caracas, hasta la esquina de Carmelitas en la avenida Urdaneta, sin razón aparente.
Los tanques tomaron posiciones estratégicas alrededor de la sede del ministerio de relaciones interiores bajo el mando del capitán Echeverría, y otra columna tomó la residencia presidencial de la Viñeta. En la sede del ministerio se encontraba despachando Consalvi, quien se sorprendió por la movilización. El capitán Echeverría le informó que la presencia de los tanques allí era para «brindarle protección al presidente encargado». Consalvi se comunicó inmediatamente con el ministro de la Defensa, el general Italo del Valle Alliegro, quien igualmente sorprendido ordenó el retiro de los tanques que habían tomado tanto el ministerio del interior como la residencia presidencial de La Viñeta y el arresto preventivo del mayor Soler y de los capitanes que comandaban las columnas de tanques.

## Investigación
Habiendo realizado la movilización, el mayor Soler Zambrano había violado todos los protocolos y procedimientos establecidos para la realización de cualquier operación militar, que requiere una serie de confirmaciones por radiogramas cifrados, órdenes tanto directas como por escrito y otras medidas de seguridad. Soler fue sometido inmediatamente a juicio militar e interrogado por varios días por los motivos para ordenar la movilización de los tanques, respondiendo que obedecía a órdenes impartidas telefónicamente por parte del inspector general y segundo comandante del ejército, el general de división Juan José Bastardo Velásquez, quien negó ser el autor de la orden.
Pocos días después de los eventos ocurrió la masacre del Amparo, que ocupó la atención nacional, y posteriormente el ministro de la defensa ordenaría cerrar el expediente de la Noche de los Tanques, por lo que no se realizaron más diligencias, declaraciones o nuevas detenciones relacionadas con los hechos. El candidato Carlos Andrés Pérez asumiría la presidencia en 1989, y poco después de iniciado su periodo tendría que enfrentarse al Caracazo, por lo que no se prestó más atención a los eventos. Ante el episodio se respondió con indiferencia, no se realizaron más investigaciones al respecto y no se tomaron medidas disciplinarias en el ejército como respuesta. Más adelante los conspiradores de los intentos de golpe de Estado de 1992 serían implicados en la Noche de los Tanques, incluyendo a Hugo Chávez.

## Motivos
De acuerdo con el mayor Soler, la movilización de los tanques ocurrió ante la supuesta información de un complot contra la vida de Consalvi. Informes de inteligencia posteriores señalaron que la movilización consistió en un golpe de Estado frustrado. Según el general Herminio Fuenmayor, la Noche de los Tanques fue un intento fallido de algunos oficiales para asegurar ascensos de manera rápida. De acuerdo con Fuenmayor, los conspiradores habrían utilizado a un mayor del ejército para movilizar las tanquetas, poder alegar violaciones a los protocolos de seguridad y luego apostar por la eliminación de dos promociones militares enteras; la destitución masiva habría sido parecida a la ocurrida en la Unión Soviética, luego de que Mathias Rust aterrizara su avioneta en la Plaza Roja de Moscú. Al deshacerse de dos promociones de generales, los complotados ocuparían puestos de mando.